# Augusta Innes Withers
Pour les articles homonymes, voir Withers.
Augusta Innes Withers, née Baker, née en 1792 dans le Gloucestershire et morte en 1877 à Londres, est une artiste-peintre et illustratrice britannique spécialisée dans la peinture de fleurs.

## Biographie et travaux
Augusta Innes Withers est peintre de fleurs de la reine Adélaïde de Saxe-Meiningen (1792-1849), puis de la reine Victoria (1819-1901).
Seule ou aux côtés d’autres illustratrices, elle illustre des ouvrages d’histoire naturelle. Particulièrement recherchée, elle travaille pour Orchidaceae of Mexico and Guatemala (1837-1841) de James Bateman (1811-1897) et divers livres de John Lindley (1799-1865), pour les revues The Botanist (1836-1842) de Benjamin Maund (en) (1790-1863), Transactions of the Horticultural Society et Illustrated Bouquet (1857-1863).
Le botaniste John Claudius Loudon (1783-1843) a écrit en 1831 dans le Gardener's Magazine qu’il apprécie ses « […] high talents and great industry […] to be able to draw flowers botanically, and fruit horticulturally, that is, with the characteristics by which varieties and subvarieties are distinguished, is one of the most useful accomplishments of your ladies of leisure, living in the country. It is due to Mrs Withers of Grove Terrace, Lisson Grove, to state her talents for teaching these objects are of the highest order [...] »